# Epping (Nuevo Hampshire)
Epping es un municipio ubicado en el condado de Rockingham, Nuevo Hampshire, Estados Unidos. Tiene una población estimada, a mediados de 2022, de 7443 habitantes.

## Geografía
El municipio está ubicado en las coordenadas 43°03′04″N 71°05′18″O / 43.05111, -71.08833 (43.051027, -71.088254). Según la Oficina del Censo de los Estados Unidos, tiene una superficie total de 67.9 km², de la cual 67.4 km² corresponden a tierra firme y 0.5 km² están cubiertos de agua.

## Demografía
Según el censo de 2020, en ese momento había 7125 personas residiendo en la zona. La densidad de población era de 105.7 hab./km². El 92.24% de los habitantes eran blancos, el 0.39% eran afroamericanos, el 0.18% eran amerindios, el 1.15% eran asiáticos, el 0.01% era isleño del Pacífico, el 0.80% eran de otras razas y el 5.22% eran de una mezcla de razas. Del total de la población, el 1.84% eran hispanos o latinos de cualquier raza.